# ماساهیکو موری
ماساهیکو موری (انگلیسی: Masahiko Mori؛ زادهٔ ۲۵ اوت ۱۹۶۵) بازیکن بیسبال اهل ژاپن است.